# Taiwo Olayemi Elufioye
Taiwo Olayemi Elufioye est une pharmacologue et chercheuse nigériane. Elle travaille comme professeur à l'université d'Ibadan, dans le département de pharmacognosie.

## Biographie
Elufioye est née dans une famille instruite, où sa mère est enseignante et son père administrateur dans une université. Toute sa famille, y compris ses frères et sœurs, a suivi des études secondaires.
Elufioye a reçu une subvention de recherche par la Fondation MacArthur pour mener des recherches sur plusieurs plantes médicinales nigérianes afin de tester des composés qui peuvent être utilisés pour contrer les maladies neurodégénératives.
En 2014, Elufioye est l'une des cinq femmes à avoir gagné le prix de la fondation Elsevier pour les femmes scientifiques en début de carrière dans le Monde en développement.
Elle reçoit ce prix pour son travail sur les propriétés pharmacologiques des plantes nigérianes. Ses recherches se concentrent plus particulièrement sur les composés qui pourraient être utilisés pour traiter le paludisme, les blessures, la perte de mémoire, la lèpre et le cancer. Le prix de la fondation Elsevier comporte notamment un montant de 5 000 $ et un voyage tous frais payés à Chicago pour recevoir le prix.
Lorsqu'elle a remporté le prix, le vice-chancelier de l'université d'Ibadan, Isaac Folorunso Adewole (en), a déclaré que les réalisations d'Elufioye « allaient inspirer d'autres femmes dans les sciences » et qu'elle est « une fierté, du Nigeria et du continent africain tout entier. »

## Publications
Elufioye est publiée dans l'African Journal of Biomedical Research (en), Pharmacognosy Research (en), le International Journal of Pharmacy et l'African Journal of Traditional, Complementary and Alternative Medicines.